# Hastur förlag
Hastur förlag är ett svenskt bokförlag bildat 2011 med inriktning på äldre skräcklitteratur. Förlaget har i första hand givit ut verk skrivna mellan 1880 och 1945. De utgivna böckerna har tryckts i upplagor på mellan 300 och 2 500 exemplar.
Förlaget drivs från Roteminnet i Ljungby kommun av förläggaren och översättaren Ola Svensson. Svensson har bakgrund som medgrundare av förlaget Alastor Press, med inriktning på fin de siècle-litteratur. När Svensson blev alltmer intresserad av skräcklitteratur bestämde han sig för att lämna Alastor och grunda ett eget förlag. Han är även verksam som översättare under pseudonymen Arthur Isfelt.
Förlagets namn är taget från den fiktiva herdeguden Hastur. Hastur förekom först i verk av författaren Ambrose Bierce. Han togs sedan upp av Robert W. Chambers och därefter även av H.P. Lovecraft.

## Utgivning
Förlaget har givit ut följande titlar:
| Titel                                                    | Författare                           | Utgiven    |
| -------------------------------------------------------- | ------------------------------------ | ---------- |
| Den Röda Handen                                          | Arthur Machen                        | 2011-06-15 |
| Halpin Fraysers död och andra berättelser                | Ambrose Bierce                       | 2011-06-15 |
| Cthulhu vaknar och andra ohyggligheter                   | H. P. Lovecraft                      | 2011-09-15 |
| Den store guden Pan och Det innersta ljuset              | Arthur Machen                        | 2012-02-21 |
| Mardrömsboken                                            | H. P. Lovecraft                      | 2012-06-26 |
| Undine                                                   | Friedrich de la Motte Fouqué         | 2012-09-10 |
| Alruna                                                   | Hanns Heinz Ewers                    | 2012-09-10 |
| Severins resa in i mörkret                               | Paul Leppin                          | 2013-01-07 |
| Det gröna ansiktet                                       | Gustav Meyrink                       | 2013-03-07 |
| En jägares historier                                     | Aurora Ljungstedt                    | 2013-04-20 |
| Kungen i gult                                            | Robert W. Chambers                   | 2014-04-03 |
| Dödens andedräkt                                         | Greve Eric Stenbock                  | 2014-06-15 |
| Vålnader                                                 | Edward Bulwer-Lytton                 | 2014-12-02 |
| Drömmar om den älskade döda                              | Lafcadio Hearn                       | 2014-12-10 |
| Ur havets djup                                           | Robert W. Chambers och Irvin S. Cobb | 2015-04-08 |
| Valborgsmässa                                            | Gustav Meyrink                       | 2015-05-25 |
| En mördares självbiografi                                | Carl Panzram                         | 2015-11-15 |
| Vilddjurets märke och andra sällsamma berättelser        | Rudyard Kipling                      | 2015-12-10 |
| Den violetta döden                                       | Gustav Meyrink                       | 2016-03-30 |
| Edgar Allan Poe                                          | Hanns Heinz Ewers                    | 2016-03-30 |
| Legenden om Sleepy Hollow & Rip Van Winkle               | Washington Irving                    | 2016-05-15 |
| Ockulta kvarlevor                                        | Aleister Crowley                     | 2016-08-22 |
| De groteska                                              | Hanns Heinz Ewers                    | 2016-12-12 |
| Fröken Scuderi                                           | E. T. A. Hoffmann                    | 2016-12-14 |
| Imrays återkomst och andra besynnerliga historier        | Rudyard Kipling                      | 2017-12-20 |
| Amour Dure                                               | Vernon Lee                           | 2018-06-15 |
| Gengångare                                               | F. Marion Crawford                   | 2018-10-31 |
| Strategin och andra berättelser                          | Aleister Crowley                     | 2019-04-15 |
| Judeträdet                                               | Annette von Droste-Hülshoff          | 2019-04-15 |
| Det hemsökta Japan                                       | Lafcadio Hearn                       | 2019-09-05 |
| Medusas hår och andra skräckberättelser                  | H. P. Lovecraft och Zealia Bishop    | 2019-12-02 |
| Viskningar i mörkret                                     | H. P. Lovecraft                      | 2019-12-17 |
| Det främmande barnet och andra sällsamma historier       | E. T. A. Hoffmann                    | 2020-07-10 |
| De tre bedragarna – eller Transmutationerna              | Arthur Machen                        | 2020-10-13 |
| Thoths ring                                              | Arthur Conan Doyle                   | 2021-01-20 |
| Skymningshistorier                                       | Rhoda Broughton                      | 2021-01-20 |
| Magnetisören och andra berättelser                       | E. T. A. Hoffmann                    | 2021-06-15 |
| Banvaktare Thiel                                         | Gerhart Hauptmann                    | 2021-08-25 |
| Trollkarlens lärling – eller Djävulsjägarna              | Hanns Heinz Ewers                    | 2021-11-19 |
| Skimmelryttaren                                          | Theodor Storm                        | 2022-01-24 |
| Den svarta spindeln                                      | Jeremias Gotthelf                    | 2022-04-14 |
| Videbuskarna och andra vidunderliga berättelser          | Algernon Blackwood                   | 2022-06-30 |
| Woyzeck                                                  | Georg Büchner                        | 2022-09-22 |
| Friskytten                                               | August Apel                          | 2023-02-13 |
| Mardrömmar                                               | Guy de Maupassant                    | 2023-02-13 |
| Förbrytaren – en sann historia                           | Friedrich Schiller                   | 2023-05-15 |
| Mannen som gick för långt                                | E. F. Benson                         | 2023-11-01 |
| Kungen i gult                                            | Robert W. Chambers                   | 2023-11-23 |
| Isabella av Egypten                                      | Achim von Arnim                      | 2024-02-26 |
| Kusliga historier                                        | Charlotte Riddell                    | 2024-06-18 |
| Lädertratten                                             | Arthur Conan Doyle                   | 2024-06-18 |
| Skalbaggen                                               | Richard Marsh                        | 2024-08-01 |
| Den blonde Eckbert och andra berättelser                 | Ludwig Tieck                         | 2024-09-09 |
| En resa till Arcturus                                    | David Lindsay                        | 2024-11-21 |
| Studier i döden                                          | Greve Eric Stenbock                  | 2025-04-10 |
| Sorglösa dagar på Yann och andra fantastiska berättelser | Lord Dunsany                         | 2025-05-16 |